# Мадемуазель Фифи (опера)
«Мадемуазель Фифи» ― опера в одном действии, написанная русским композитором Цезарем Кюи в 1902―1903 годах по собственному либретто, которое является адаптацией одноимённого рассказа Ги де Мопассана (1882) и одноимённой пьесы на его основе, написанной Оскаром Метенье (1896). 
Премьера оперы состоялась 4 ноября 1903 года (по старому стилю) в Эрмитажном театре артистами Московской частной русской оперы. Опера в то время также была известна под названием «Женщина из Руана». Произведение имело широкую известность во всей Российской империи и пользовалось особой популярностью во время Первой мировой войны, главным образом из-за антигерманского подтекста. Несмотря на успех и адаптацию, сочинённую во время Второй мировой войны, «Мадемуазель Фифи» впоследствии была исключена из стандартного оперного репертуара России и не исполнялась в странах Запада. 
Музыка Кюи заимствует некоторые французские и немецкие мелодии, в том числе припев из «Стражи на Рейне», который исполняют немецкие солдаты.

## Персонажи
- Майор Фальсберг, бас
- Капитан Кальвейгштейн, баритон
- Поручик Отто Гросслинг, бас
- Поручик Франц Шейнаубург, тенор

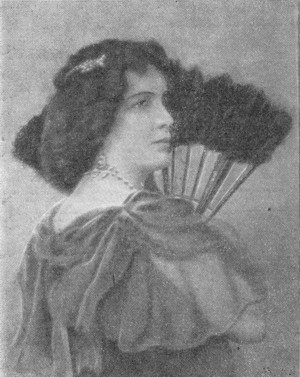
Елена Яковлевна Цветкова в роли Рахиль

- Поручик фон Эрих (мадемуазель Фифи), тенор
- Пфлихт, денщик, баритон
- Аббат Шантавуан, баритон
- Пономарь, тенор
- Рахиль, сопрано
- Ева, сопрано
- Блондина, меццо-сопрано
- Аманда, меццо-сопрано
- Памела, меццо-сопрано
- Солдаты, слуги

Место действия: Шато-д'Виль, недалеко от Руана. 

## Сюжет
В один дождливый день во время Франко-прусской войны немецкие солдаты, оккупировавшие пригород французского города, посылают за «дамами» в город. Женщины приходят, все объединяются в пары и садятся за обед. Фон Эрих («Фифи») издевается над Рахиль, своим избранным компаньоном. В качестве развлечения все поют лёгкие немецкие и французские песни. Затем Рахиль начинает петь патриотическую песню, провоцируя Фифи. Тот хвастается, что Германия покорит не только Францию, но и её женщин. Рахиль наносит ему удар ножом. Фифи умирает и по его душу звенят церковные колокола, оповещая французов о смерти врага. 